# 布因斯克 (韃靼斯坦共和國)
54°58′N 48°17′E / 54.967°N 48.283°E
布因斯克（俄语：Буинск）是俄羅斯韃靼斯坦共和國西南部的一個城市，位於共和國首府喀山西南137公里。2002年人口19,736人。
布因斯克於1780年設市。